# بهیموث

لویاتان و بهیموث، اثر ویلیام بلیک، در تصویرگری کتاب ایوب

بهیموث (به عبری: בהמות) نام جانوری در عهد عتیق و در کتاب ایوب است که به عنوان جانوری اهریمنی نام آن ذکر شده است. بهیموث اغلب شبیه به جانورانی چون فیل ، کرگدن و اسب آبی توصیف و کشیده می شد نام بهیموث به استعاره از اشیاء غول‌پیکر نیز به کار برده می‌شود.

## در ادبیات
در رمان مرشد و مارگاریتا اثر میخائیل بولگاکف بهیموث نام گربه‌ای سخنگو و از دستیاران شیطان است.